# 釋智藏
釋智藏（741年—819年），別號 律虎、又稱杭烏智藏，俗姓皮，西印度人，為唐朝越州暨陽杭嵨山僧人，為唐朝弘揚戒律的禪宗高僧，馬祖道一禪師的弟子。

## 生平
智藏法師的祖父入唐朝為官，後來定居於廬陵郡。智藏法師年少時，見到佛像與廟堂的莊嚴，便捨俗出家為僧。出家後於三藏經論中，對於律藏的鑽研最為殷勤。
唐代宗大曆三年（768年），智藏法師遊經豫章郡，大眾懇求法師登壇傳戒，時常仰天震吼，號為「律虎」。每登壇講戒，詳解戒相辨理入微，法堂上總是座無虛席，聽講者聞聽無厭。
貞元中，參禮大寂禪師（馬祖道一），明悟本心，便到會稽杭嵨山頂築一間小屋專精禪修，這段期間著有《華嚴經妙義》。唐憲宗元和十四年（819年）十二月，無疾而終，世壽七十九歲。法師圓寂荼毘 後，收得圓淨舍利子，於杭嵨山北峰建塔供奉。

## 法嗣

### 師長
- 馬祖道一

## 著作
- 《華嚴經妙義》